# Kari Traa
Kari Traa (Voss, 28 gennaio 1974) è un'ex sciatrice freestyle norvegese.
Ha partecipato a quattro edizioni dei giochi olimpici invernali (1992, 1998, 2002 e 2006) conquistando complessivamente tre medaglie.

## Palmarès
Olimpiadi
- 3 medaglie:
  - 1 oro (gobbe a Salt Lake City 2002)
  - 1 argento (gobbe a Torino 2006)
  - 1 bronzo (gobbe a Nagano 1998)

Mondiali
- 7 medaglie:
  - 4 ori (gobbe a Whistler Mountain 2001, gobbe in parallelo a Whistler Mountain 2001, gobbe a Deer Valley 2003, gobbe in parallelo a Deer Valley 2003)
  - 3 argenti (gobbe a Meiringen-Hasliberg 1999, gobbe in parallelo a Meiringen-Hasliberg 1999, gobbe in parallelo a Ruka 2005)